# Scaptodrosophila simplex
Scaptodrosophila simplex är en tvåvingeart som först beskrevs av de Meijere 1914.  Scaptodrosophila simplex ingår i släktet Scaptodrosophila och familjen daggflugor.